# Amtsgericht Strelno
Das Amtsgericht Strelno war ein preußisches Amtsgericht mit Sitz in Strelno (Provinz Posen).

## Geschichte
Das königlich preußische Amtsgericht Strelno wurde mit Wirkung zum 1. Oktober 1879 als eines von sieben Amtsgerichten im Bezirk des Landgerichtes Bromberg im Bezirk des Oberlandesgerichtes Posen gebildet. Der Sitz des Gerichtes war Strelno. Sein Gerichtsbezirk umfasste aus dem Kreis Inowrazlaw den Stadtbezirk Strelno und den Polizeidistrikt Strelno sowie Teile des Polizeidistrikts Markowice. Am Gericht bestanden 1880 zwei Richterstellen. Das Amtsgericht war damit ein kleines Amtsgericht im Landgerichtsbezirk. Der Amtsgerichtsbezirk kam aufgrund des Versailler Vertrages 1919 zu Polen, und das Amtsgericht stellte seine Arbeit ein. Im Jahre 1939 wurde Polen deutsch besetzt. Im Rahmen der Neuorganisation der Gerichte in Ostdeutschland und im ehemaligen Polen wurde das Amtsgericht Strelno neu gebildet, wurde nun aber dem Landgericht Hohensalza zugeordnet.
Im Jahre 1945 wurde der Amtsgerichtsbezirk unter polnische Verwaltung gestellt, und die deutschen Einwohner wurden vertrieben. Damit endete auch die Geschichte des Amtsgerichtes Strelno.